# Lenvatinib
Lenvatinib es un agente antineoplásico que ha transformado el tratamiento de ciertos tipos de cáncer, en particular, el cáncer de tiroides resistente al yodo radioactivo, el hepatocarcinoma y el carcinoma renal avanzado. Este medicamento pertenece a la clase de los inhibidores de la tirosina quinasa y actúa interfiriendo con las vías de señalización que promueven el crecimiento y la supervivencia de las células cancerosas.

## Usos médicos
El desarrollo del lenvantinib comenzó con la necesidad de proporcionar opciones de tratamiento más efectivas para tipos de cáncer que tradicionalmente habían tenido pocas opciones terapéuticas. La aprobación inicial del lenvantinib por parte de la Administración de Alimentos y Medicamentos de los Estados Unidos (FDA) en 2015 marcó un hito importante en la oncología, proporcionando a los pacientes una nueva esperanza y un recurso adicional en su lucha contra el cáncer.
En mayo de 2016, la FDA aprobó el uso de lenvantinib en combinación con everólimus) para el tratamiento del carcinoma renal avanzado después de una terapia antiangiogénica previa.
El fármaco también está aprobado en Estados Unidos y en la Unión Europea para tratar el hepatocarcinoma que no se puede extirpar quirúrgicamente en pacientes que no han recibido terapia contra el cáncer por vía oral o inyectable.

## Farmacología

### Mecanismo de acción
Lenvatinib actúa como inhibidor de múltiples quinasas. Inhibe los tres principales receptores del factor de crecimiento endotelial vascular (VEGFR1, 2 y 3), así como los receptores del factor de crecimiento de fibroblastos (FGFR) 1, 2, 3 y 4, el receptor del factor de crecimiento derivado de plaquetas (PDGFR) alfa, c-Kit y el protooncogén RET:
- VEGFR1, VEGFR2, y VEGFR3: Estos receptores del factor de crecimiento endotelial vascular juegan un papel crucial en la angiogénesis, que es el proceso de formación de nuevos vasos sanguíneos. Al inhibir estos receptores, lenvatinib impide el desarrollo de una red vascular que suministraría nutrientes y oxígeno al tumor, crucial para su crecimiento y supervivencia. Se cree que la inhibición de VEGFR2 es la principal causa del efecto secundario más común, la hipertensión.
- FGFR1-4: Los receptores del factor de crecimiento de fibroblastos están involucrados en la proliferación y supervivencia celular. Lenvatinib bloquea estos receptores, lo que puede reducir la proliferación de células tumorales y potencialmente inducir su muerte.
- PDGFR-alfa: Este receptor está relacionado con la proliferación y la migración. Al inhibir el PDGFR-alfa, lenvatinib contribuye a la reducción de la migración y la invasión de las células cancerosas.
- RET y c-Kit: Son otros importantes objetivos de este fármaco, implicados en la señalización que controla el crecimiento celular. Su inhibición es vital en algunos tipos de cánceres específicos donde estas rutas están alteradas.

### Farmacocinética

El lenvatinib es oxidado por las enzimas del citocromo P450 (CYP) y luego metabolizado a las quinolinonas M2' y M3' por la aldehído oxidasa (AO).

La farmacocinética de lenvatinib describe cómo el cuerpo absorbe, distribuye, metaboliza y excreta el medicamento, factores todos ellos críticos que influyen en su eficacia y seguridad.
El lenvatinib se absorbe rápidamente en el intestino, alcanzando concentraciones plasmáticas máximas después de una a cuatro horas (de tres a siete horas si se toma con alimentos). Se estima que su biodisponibilidad es de alrededor del 85 %. La sustancia se une casi por completo (98-99 %) a las proteínas plasmáticas, principalmente a la albúmina.
El lenvatinib se metaboliza por la enzima hepática CYP3A4 a desmetil-lenvatinib (M2). Tanto el M2 como el propio lenvatinib se oxidan por la aldehído oxidasa (AO) a las sustancias M2' y M3', que son los principales metabolitos presentes en las heces. Otro metabolito, también mediado por una enzima CYP, es el nitróxido M3. También se produce metabolización no enzimática, lo que resulta en un bajo potencial de interacción con inhibidores e inductores enzimáticos.
La semivida terminal es de 28 horas, y aproximadamente dos tercios se excretan a través de las heces y una cuarta parte a través de la orina.

## Eficacia
Lenvatinib ha demostrado ser un medicamento altamente eficaz en el tratamiento de varios tipos de cáncer, especialmente el carcinoma de tiroides diferenciado resistente al yodo radioactivo, el carcinoma renal de células avanzado, y más recientemente, en estudios para el tratamiento del carcinoma hepatocelular. Su eficacia se evalúa en términos de mejora de la supervivencia global, supervivencia sin progresión y tasa de respuesta objetiva entre otros indicadores clínicos. Esta sección detalla la eficacia de Lenvatinib en diferentes estudios y ensayos clínicos, proporcionando una visión integral de su impacto en el tratamiento del cáncer.

### Carcinoma de Tiroides Diferenciado
En el carcinoma de tiroides diferenciado, Lenvatinib ha mostrado resultados prometedores. Un estudio pivotal que jugó un papel crucial en su aprobación por la FDA fue un ensayo de fase III que comparó Lenvatinib con placebo en pacientes con carcinoma de tiroides diferenciado refractario al yodo radioactivo. Los resultados mostraron que Lenvatinib no solo mejoró la supervivencia sin progresión, sino que también aumentó la tasa de respuesta objetiva. En este estudio, la mediana de supervivencia sin progresión para los pacientes tratados con Lenvatinib fue significativamente más alta comparada con el grupo de placebo, destacando la capacidad del fármaco para retardar la progresión del cáncer de tiroides.

### Carcinoma Renal de Células
En el tratamiento del carcinoma renal de células, Lenvatinib ha sido utilizado con éxito en combinación con otros agentes como el everolimus, un inhibidor mTOR. Un estudio de fase II evaluó esta combinación y encontró que mejoraba significativamente la supervivencia sin progresión en comparación con el tratamiento solo con everolimus. Esta sinergia farmacológica ofrece una nueva línea de tratamiento para los pacientes con carcinoma renal avanzado, proporcionando opciones adicionales para aquellos que no han respondido a terapias anteriores.

### Carcinoma Hepatocelular
Más recientemente, Lenvatinib ha sido evaluado en el tratamiento del carcinoma hepatocelular. Un ensayo clínico de fase III conocido como el estudio REFLECT, comparó Lenvatinib con sorafenib, un estándar de tratamiento previo para este tipo de cáncer. Lenvatinib no solo demostró ser no inferior a sorafenib en términos de supervivencia global, sino que también mostró tasas superiores de supervivencia sin progresión y respuesta objetiva. Estos resultados son particularmente significativos, dado que el carcinoma hepatocelular es notoriamente difícil de tratar y las opciones de tratamiento eficaces son limitadas.

### Mecanismos Subyacentes de la Eficacia
La eficacia de Lenvatinib puede atribuirse a su mecanismo de acción único. Al inhibir múltiples receptores de tirosina quinasa implicados en la angiogénesis y en la proliferación celular, Lenvatinib no solo reduce el suministro de sangre al tumor, sino que también interfiere directamente con las señales de crecimiento celular. Esta acción doble es crucial para su efectividad en tipos de cáncer altamente vascularizados y agresivos.

## Efectos secundarios
La hipertensión arterial fue el efecto secundario más común en los estudios (73% de los pacientes, frente al 16% en el grupo placebo), seguida de diarrea (67% frente al 17%) y fatiga (67% frente al 35%). Otros efectos secundarios comunes incluyeron disminución del apetito, hipotensión (presión arterial baja), trombocitopenia (bajo recuento de plaquetas), náuseas, dolor muscular y óseo.

## Contraindicaciones
El uso de Lenvatinib, como con cualquier tratamiento médico, especialmente aquellos utilizados en contextos oncológicos, viene con ciertas restricciones que deben ser estrictamente observadas para asegurar no solo la efectividad del tratamiento sino también la seguridad del paciente. Las contraindicaciones de Lenvatinib abarcan un rango de condiciones y situaciones clínicas en las cuales el uso de este medicamento está desaconsejado debido al riesgo aumentado de efectos adversos severos o interacciones peligrosas. En esta sección, detallaremos las contraindicaciones conocidas de Lenvatinib y exploraremos las implicaciones clínicas de estas restricciones.

### Hipersensibilidad a Lenvatinib
Una contraindicación absoluta para el uso de Lenvatinib es la hipersensibilidad conocida al fármaco o a alguno de sus excipientes. Los pacientes que han experimentado reacciones alérgicas previas a Lenvatinib, manifestadas por síntomas como erupciones cutáneas, dificultad para respirar, angioedema, o shock anafiláctico, deben evitar completamente el uso de este medicamento. Es fundamental que los profesionales de la salud realicen una evaluación detallada de la historia médica del paciente en relación con reacciones alérgicas a medicamentos antes de iniciar el tratamiento.

### Condiciones cardiacas preexistentes
Los pacientes con condiciones cardiacas preexistentes tales como insuficiencia cardíaca congestiva, arritmias cardíacas significativas o antecedentes de síndrome de QT largo, deben usar Lenvatinib con extrema precaución. El medicamento ha sido asociado con casos de prolongación del QT y eventos cardiacos adversos, incluyendo fallo cardíaco. La evaluación de la función cardíaca es imprescindible antes de considerar el uso de Lenvatinib en estos pacientes, y debe realizarse un monitoreo continuo si se decide proceder con el tratamiento.

### Disfunción hepática severa
Dado que Lenvatinib es metabolizado predominantemente en el hígado, los pacientes con disfunción hepática severa presentan un riesgo aumentado de toxicidad. Las dosis de Lenvatinib pueden necesitar ajustes en pacientes con niveles moderados de disfunción hepática, y el medicamento generalmente se contraindica en casos severos. Los médicos deben basar la administración y ajuste de dosis en evaluaciones regulares de la función hepática a través de pruebas de laboratorio.

### Embarazo y lactancia
Lenvatinib se clasifica bajo la categoría D de riesgo en el embarazo. Estudios en animales han demostrado teratogenicidad, y no hay estudios adecuados en mujeres embarazadas. Dado el riesgo potencial de daño fetal, Lenvatinib no debe ser utilizado durante el embarazo. Las mujeres en edad fértil deben ser advertidas sobre este riesgo y se les debe aconsejar el uso de métodos anticonceptivos efectivos durante el tratamiento. Asimismo, debido a que no se sabe si Lenvatinib se excreta en la leche materna, se recomienda suspender la lactancia o evitar el uso del medicamento durante este período.

### Problemas gastrointestinales severos
Los pacientes que sufren de condiciones gastrointestinales severas que podrían complicarse con el uso de Lenvatinib, como úlceras pépticas o sangrado gastrointestinal activo, deben evitar este medicamento debido al aumento del riesgo de perforaciones y hemorragias gastrointestinales. Es crucial realizar una evaluación gastrointestinal completa antes de iniciar el tratamiento con Lenvatinib en pacientes con antecedentes de trastornos gastrointestinales significativos.

### Interacciones medicamentosas
Lenvatinib puede interactuar de manera adversa con otros medicamentos, potencialmente alterando su eficacia o aumentando el riesgo de efectos secundarios. Es particularmente importante evitar la combinación de Lenvatinib con otros agentes que prolonguen el intervalo QT o aquellos metabolizados por las mismas vías hepáticas que Lenvatinib. Se debe realizar una revisión meticulosa de todos los medicamentos que el paciente está tomando antes de iniciar el tratamiento.
En conclusión, las contraindicaciones de Lenvatinib, aunque específicas, son críticas para el manejo seguro de este potente agente antineoplásico. Los profesionales de la salud deben estar bien informados sobre estas restricciones y proceder con cautela, asegurando que los beneficios del tratamiento superen los riesgos potenciales para cada paciente individual. La continua evaluación y monitoreo son esenciales para maximizar la eficacia del tratamiento y minimizar los riesgos asociados con el uso de Lenvatinib.

## Presentación
Lenvatinib, conocido comercialmente bajo el nombre de Lenvima y Lenvixi, se presenta generalmente en forma de cápsulas para administración oral. Estas cápsulas están disponibles en varias dosis, incluyendo 4 mg, 10 mg, y 20 mg, lo que permite una dosificación flexible basada en las necesidades del tratamiento y las indicaciones médicas específicas del paciente. 